# 東京都立広尾高等学校
東京都立広尾高等学校（とうきょうとりつ ひろおこうとうがっこう）は、東京都渋谷区東四丁目に所在する都立高等学校。通称は「広高」（ひろこう）。

## 概観
1950年（昭和25年）に新制高等学校のモデルスクールとして設立された都立高校。学区撤廃以後入試倍率は高い傾向である。長年私服校であったが2007年（平成19年）に推奨服が導入され、2009年（平成21年）度入学生より制服として定められた。なお現行行政地名の渋谷区広尾は広域地名の広尾全体をカバーしていないため、都立広尾高校の現行行政地名での所在地は、広尾の西に隣接する東四丁目である。

## 沿革
（沿革節の主要な出典は公式サイト）
- 1950年（昭和25年）
  - 2月11日 : 新制高等学校のモデルスクールとして設立認可。
  - 4月10日 : 渋谷区立広尾小学校にて第1回入学式挙行、5学級260名入学。広尾小学校校舎を間借りして授業開始。
  - 5月20日 : 開校式挙行。
- 1951年
  - 4月16日：広尾小学校に加え広尾中学校校舎の一部を借用する。
  - 7月16日 : 渋谷区若木町15番地にて校舎建設・第1期工事起工式挙行。
- 1952年
  - 3月 : 学区合同選抜制度導入。
  - 4月2日 : 第1期工事完了、一部移転。
  - 8月26日 : 第2期工事完了、完全移転。
- 1953年
  - 3月1日 : 第1回卒業式・同窓会発会式挙行、265名卒業。
  - 4月5日 : 第4回入学式挙行、全校で18学級・定員900名の規模完備。
- 1956年7月20日 :長野県北佐久郡蓼科村（現立科町）に立科寮完成。
- 1961年9月30日 : 体育館落成。
- 1967年3月 : 学校群制度導入。都立大学附属・目黒の各校と23群を組む。
- 1969年 : 生徒総会の決議を学校側が受け入れ、服装を自由化。
  - 7月23日 : 3号館校舎火災焼失。
- 1970年8月31日 : 3号館災害復旧工事落成。
- 1975年9月3日 : 新4号館落成。
- 1979年
  - 5月25日 : 新1・2号館落成。
  - 10月13日 : 新校舎落成披露の会開催。
- 1980年11月22日 : 創立30周年記念式典挙行、同記念のつどい開催。
- 1982年2月 : グループ合同選抜制度導入。21グループに編成される。
- 1985年10月1日 : 新体育館落成。
- 1989年（昭和64年/平成元年）
  - 4月3日 : 隣接都所有地が正式に本校所有地となる。
  - 11月24日 : テニスコート完成。
- 1994年2月 : 単独選抜導入。
- 2000年
  - 7月15日 : 立科寮「食堂兼多目的ホール」落成式挙行、「森のホール　たてしな」と命名。
  - 11月18日 : 創立50周年記念式典・祝賀会挙行。
- 2001年
  - 3月31日 : 大規模改修工事Ⅰ期工事完了。
  - 8月17日 : 大規模改修工事Ⅱ期工事完了。
- 2004年
  - 4月1日 : 渋谷区立広尾中学校との都市型中高連携教育校となる。
  - 4月 : IT教育普及支援校に指定。
- 2007年推奨服導入、ジャージ、上履き等変更。
  - 1月27日 : 広尾中学校と連携型入学者選抜を実施。
- 2008年 : 部活動推進指定校に指定。
- 2009年:本年度入学生より制服となる。
  - 9月 : 立科寮閉寮。
- 2025年 : 本年度入学生よりジャージが変更になる。

## 部活動

### 運動部
- ハンドボール
- 硬式テニス
- バレーボール
- バスケットボール
- 野球
- 陸上
- サッカー
- バドミントン
- 水泳
- ダンス

### 文化部
- 軽音楽
- 書道
- 美術
- 放送
- 写真
- 映画研究
- 吹奏楽
- E.S.S
- マルチメディア

### 同好会
- 合唱
- 家庭科

## 交通
- JR山手線・東京メトロ日比谷線 恵比寿駅 徒歩11分または都営バス学06「広尾高校前」下車
- JR・東急・京王井の頭線・東京地下鉄各線 渋谷駅 徒歩20分または都営バス学03「国学院大学前」下車 徒歩2分
- 最寄駅ではないが広尾駅や代官山駅も利用可能。

## 周辺環境
- 山種美術館
- 温故学会会館
- 渋谷氷川神社
- 渋谷区立広尾小学校
- 渋谷区立広尾中学校
- 國學院大學
- 青山学院大学

## 著名な出身者
- 伊豆見元（静岡県立大学教授、コメンテーター）
- 桂木隆夫（学習院大学教授)[要出典]
- 北村哲男（弁護士、タレント、元国会議員）
- 坂本朋彦（NHKアナウンサー）
- 荻島正己（フリーアナウンサー、元静岡放送アナウンサー）
- 堂尾弘子（フリーアナウンサー、元ニッポン放送アナウンサー）
- 西川文野（フリーアナウンサー、元文化放送アナウンサー）
- 大森進（実業家、元UBS証券社長）
- 前田浩（実業家、ベンチャー企業家）
- 戸井十月（作家）
- 上杉隆（ジャーナリスト）
- 下地奨（サッカー選手）
- 尾形沙耶香（ファッションモデル）
- 李麗仙（女優）
- 我修院達也（俳優）
- 浜畑賢吉（俳優）
- 藤沢かりん（女優）[要出典]
- 岩下浩（俳優）
- くず哲也（タレント）
- 三上祐一（元俳優、「台風クラブ」などに出演した鶴見辰吾の弟）
- 長崎莉奈（タレント）[要出典]
- 三遊亭吉馬（落語家）
- 麻愛めぐる（元宝塚歌劇団雪組男役）
- 安田南（ジャズシンガー）
- 鮎川麻弥（シンガーソングライター）
- 宮内和之（ミュージシャン、ICE・BLINDHEADZ ギタリスト）
- ずっきー(A Paranomal Riotのボーカル)
- サクラマコト（前田真人）（ミュージシャン、PC環境コンサルタント）
- 吉住健一（政治家、新宿区長）